# モクベン
『モクベン』（もくべん、MOKUBEN）は、2019年1月よりYouTube上のモクベンチャンネルで放送されているバラエティ番組である。主に東京・浅草にある浅草九スタから生放送している。

## 番組概要

### モクベン 木曜くらいは勉強したい（第1期）
コンセプトは「勉強」。講師を招いて知識だけではなく実践も行いながら、配信を通して長女 高田秋・次女 大矢梨華子・末っ子 碓井玲菜の三姉妹が色んなジャンルを勉強していくバラエティ番組。
毎週木曜日19:00から主に浅草九スタから公開生放送（YouTube モクベンチャンネルにて配信）。「FRESH!」のレプロエンタテインメント独自のコンテンツ「浅草九スタチャンネル（浅草九スタ）」の帯番組「浅草おび九LIVE!!」『浅草女子飲み46』（FRESH!）の後継番組である。

### モクベン Realtime Talk Show（第2期）
元号が平成から令和に変わると同時に番組も2019年5月からリニューアル。
モクベンの「モク」は樹木の「木」。今は葉っぱだけど、将来大きな木になることを目指し、ゲストを迎えてトークをしながら知恵を学ぶ生配信成長バラエティ番組。ロゴに描かれた三枚の葉はパーソナリティの3人を表している。
主に毎週木曜日20:00から浅草九スタから公開生放送（YouTube モクベンチャンネルにて配信）。

### モクベン（第3期）
高田・大矢・碓井3人の目標を叶えるための新企画が2019年7月から週替りで新メンバーとともに始動。第1木曜は高田秋のバラエティ企画「バラ1（バラエティ1組）」、第2木曜は碓井玲菜の女優企画「ドラ2（ドラマ2組）」、第3木曜は大矢梨華子の音楽企画「歌3（歌3組）」、第4,5木曜は「プレミアムThu.（サーズデー）」と称して高田・大矢・碓井3人によるフリーテーマトークを行う。毎週木曜日20:00、浅草九スタから公開生放送。生配信及び本編見逃し配信はYouTube モクベンチャンネルにて配信。放送終了後の番組観覧者限定アフタートークを含めた完全版はU-NEXTとVimeoにて配信。レギュラー放送は 2020年5月28日で一旦終了となり、今後は不定期配信・イベントなどを予定している。

## 出演者

### モクベン 木曜くらいは勉強したい (第1期)
- パーソナリティ
  - 高田秋
  - 大矢梨華子
  - 碓井玲菜
- 進行
  - CAMPUS ROOMのメンバーが不定期で担当。
- 講師・ゲスト
  - テーマに沿った講師・ゲストが出演。

### モクベン Realtime Talk Show (第2期)
- パーソナリティ
  - 高田秋
  - 大矢梨華子
  - 碓井玲菜
- ゲスト

### モクベン (第3期)
- パーソナリティ
  - 第1木曜 「バラ1(バラエティ 1組)」
    - 高田秋（2019年11月7日卒業）
    - 高見奈央
    - 井口綾子
    - 柴田あやな（2019年12月5日加入）
    - 進行 シャインハッピー はぎちゃん
    - 放送作家 カツオ （2019年9月5日加入）

- - 第2木曜 「ドラ2(ドラマ 2組)」
    - 碓井玲菜（2020年1月16日卒業）
    - 寺本莉緒
    - 秋谷百音
    - 植田雅（2020年2月13日加入）

- 第3木曜 「うた3(歌 3組)」
  - 大矢梨華子
  - 村田寛奈
  - 佐野舞香
  - 講師 村カワ基成
- 第4,5木曜 「プレミアムサーズデー」
  - 高田秋（バラ1にともなって卒業）
  - 大矢梨華子
  - 碓井玲菜

## 放送内容

### モクベン 木曜くらいは勉強したい (第1期)
| #  | 日付 | テーマ       | 講師・ゲスト・進行 | 放送形態                               |
| #  | 時間割・備考 | 時間割・備考 | 時間割・備考 | 時間割・備考                           |
| -- | --- | ------------ | --- | -------------------------------------- |
| 0  | 2019年1月10日 |              | | 公開生放送(60分)。                     |
| 0  | 0:成人式 1:浅草女子飲み46 2:浅草女子飲みクリスマスパーティ＆大忘年会 3:浅草女子飲みグラスセット 4:年末年始の飲酒 5:高田さんがハマっている人 6:事務所で会った大矢さん 7:近況報告 8:新番組タイトル発表                                       |              | |                                        |
| 1  | 2019年1月17日 | 競馬         | 講師:高田秋 | 公開生放送                             |
| 1  | 0:競馬ってそもそも何？ 1:競馬の歴史 2:競馬のジョーシキ(前) おやつタイム(タピオカ 好茶 浅草店) 3:競馬のジョーシキワードクイズ 4:競馬のジョーシキ(中) おやつタイム(たい焼き 浅草浪花家) 5:競馬のジョーシキ(後) 6:予想してみよう              |              | |                                        |
| 2  | 2019年1月24日 | 麻雀         | 講師:高見奈央 | 公開生放送                             |
| 2  | 復習テスト 0:麻雀ってそもそも何？ 1:クイズ「実はみんな使ってる麻雀用語」 おやつタイム(雀荘めし 焼きおにぎり) 2:麻雀のジョーシキ(前) 3:やってみよう                                                                                         |              | |                                        |
| 3  | 2019年1月31日 | 麻雀 第2講   | 講師:高見奈央 | 収録放送                               |
| 3  | 復習テスト 1:麻雀のジョーシキ(後編) 2:役をつけて上がってみよう おやつタイム(りんごパイ ホットコーヒー 雀荘の豆知識①ホットコーヒーの呼び方 雀荘の豆知識②おしぼりの呼び方) 3:モクベン麻雀クイーン決定戦(初代モクベン麻雀クイーン 大矢梨華子) |              | |                                        |
| 4  | 2019年2月7日 | 芸能         | 進行:竹内彩花(キャンパスルーム) | 収録放送(レプロエンタテインメント本社) |
| 4  | 復習テスト 1:この人は誰？抜き打ちテスト 2:芸能事務所のジョーシキ おやつタイム(お寿司の盛り合わせ・穴子の押し寿司 活 美登利 目黒店) 3:レプロ散歩(案内人 下村さん) 4:マネージャー頻出用語クイズ 5:井口綾子 写真集 タイトル会議               |              | |                                        |
| 5  | 2019年2月14日 | グラビア     | 特別講師ゲスト:藤枝一郎(週間プレイボーイ敏腕編集者)・熊谷貫(フォトグラファー) 本日のゲスト:水月桃子(Premony) 進行:田村りな(キャンパスルーム) | 公開生放送                             |
| 5  | 復習テスト 1:グラビアの歴史 2:グラビアページの作り方 おやつタイム(チャーハン、唐揚げ、週プレ酒場) 3:グラビアポーズ＆撮影に挑戦! 4:キャッチコピーをつけよう                                                                                 |              | |                                        |
| 6  | 2019年2月21日 | 日本酒       | 本日のゲスト:青砥秀樹(リカー･イノベーション) 進行:竹内彩花(キャンパスルーム)                                                                 | 公開生放送                             |
| 6  | 復習テスト 1:乾杯 2:日本酒のジョーシキ 3:テイスティング 4:日本酒クイズ 5:ペアリングを楽しもう(前編) 6:これであなたも日本酒通？ 7:ペアリングを楽しもう(後編)                                                                                |              | |                                        |
| 7  | 2019年2月28日 | マジック     | 本日のゲスト:stellar 進行:竹内彩花(キャンパスルーム)                                                                                         | 公開生放送                             |
| 7  | 復習テスト 1:マジシャンQ&A 2:マジックの歴史 おやつタイム(コーヒー、食パン) 3:マジックショーを見てみよう 4:マジックをやってみよう |              | |                                        |
| 8  | 2019年3月7日 | 浅草         | 進行:田村りな(キャンパスルーム) 欠席:碓井玲菜                                                                                                | 公開生放送                             |
| 8  | 復習テスト 1:浅草のジョーシキ 2:浅草名店巡り(Dining Bar TAKEYA、鮨晴) |              | |                                        |
| 9  | 2019年3月14日 | 続・浅草     | 欠席:碓井玲菜 | 収録放送                               |
| 9  | 1:浅草名店巡り(下町天丼 秋光、串屋横丁 浅草食通街店、winebar LUGAR) |              | |                                        |
| 10 | 2019年3月21日 | ファッション | ゲスト:CHIHIROYASUDA(MINT mate box) | 公開収録放送                           |
| 10 | 復習テスト 1:オリジナル商品が出来るまで 2:ファッション用語クイズ おやつタイム(お寿司 寿司処 菱膳) 3:洋服デザインに挑戦 |              | |                                        |
| 11 | 2019年3月28日 | ビール       | 進行:井口綾子(キャンパスルーム) | 収録放送(びあマ神田)                   |
| 11 | 復習テスト 1:ビールのジョーシキ 2:ビールの種類① 3:ビールの飲み方 4:ビールの種類② 5:ビールクイズ おつまみタイム(サラダ、アヒージョ、ピザ) 6:気になるビールを飲もう                                                                          |              | |                                        |
| 12 | 2019年4月4日 | 一般常識     | 進行:田村りな(キャンパスルーム) | 公開収録放送                           |
| 12 | 復習テスト 1:こくご 2:さんすう おやつタイム(牛乳、きなこパン、砂糖パン) 3:せいかつ 4:おんがく 本日の罰ゲーム:頭が良くなるお茶(今日の赤点ちゃん 高田秋・田村りな)                                                                           |              | |                                        |
| 13 | 2019年4月11日 | 続・一般常識 | 進行:田村りな(キャンパスルーム) | 収録放送                               |
| 13 | 復習テスト 1:りか 2:しゃかい おやつタイム(三色団子) 3:えいご 4:たいいく 本日の罰ゲーム:モノマネ(今日の赤点ちゃん 大矢梨華子) |              | |                                        |
| 14 | 2019年4月18日 | ワイン       | | 公開収録放送                           |
| 14 | 復習テスト 1:ワインのジョーシキ 2:飲んでみよう おやつタイム(チーズ) 3:ラベルの読み方 4:いろんな種類を飲んでみよう 5:ワイン雑学クイズ 本日の罰ゲーム:ビリビリスマホ(今日の赤点ちゃん 大矢梨華子)                                            |              | |                                        |
| 15 | 2019年4月25日 | 落語         | ゲスト:立川志の八・立川志の太郎 進行:竹内彩花(キャンパスルーム)                                                                              | 公開生放送                             |
| 15 | 復習テスト 1:今どき女子目録!落語Q&A 2:落語トピックス【前編】 おやつタイム 3:落語トピックス【後編】 4:モクベン寄席 本日の罰ゲーム:激苦茶ダブル(今日の赤点ちゃん 大矢梨華子)                                                                 |              | |                                        |

### モクベン Realtime Talk Show (第2期)
| # | 日付          | ゲスト                       | 放送形態・備考                                                                                    |
| - | ------------- | ---------------------------- | ------------------------------------------------------------------------------------------------- |
| 1 | 2019年5月9日  | ケビンばやし                 | 公開生放送                                                                                        |
| 2 | 2019年5月16日 | くらちなつき                 | 公開生放送（21時から放送）、欠席：高田秋                                                          |
| 3 | 2019年5月23日 | 寺本莉緒(サプライズ)         | 公開生放送（21時から放送）、欠席：大矢梨華子                                                      |
| 4 | 2019年5月30日 | なし                         | 公開生放送（21時から放送）                                                                        |
| 5 | 2019年6月6日  | 槙田紗子                     | 公開生放送（スタジオ内観覧あり）、欠席：大矢梨華子、モクベン公式ポーズ決定                        |
| 6 | 2019年6月13日 | なし                         | 公開生放送（スタジオ内観覧あり）、碓井玲菜プロデュース 大矢梨華子ファッションショー、欠席：高田秋 |
| 7 | 2019年6月20日 | 中山祐一朗、大鶴佐助、稲葉友 | 公開生放送（スタジオ内観覧あり）、備えあれば憂いなし 芸能界XXシミュレーション、欠席：碓井玲菜     |
| 8 | 2019年6月27日 | 矢野樹里、吉澤佑紀           | 公開生放送（スタジオ内観覧あり）、マネージャーなら知ってて当然！担当タレント プロフィールクイズ！ |

### モクベン (第3期)

#### バラ1 (バラエティ1組)
| #  | 日付          | 内容 | 備考                                                                    |
| -- | ------------- | --- | ----------------------------------------------------------------------- |
| 1  | 2019年7月4日  | ①バラ1 模擬オーディション                                                                                             |                                                                         |
| 2  | 2019年8月1日  | ①ヨーカドー夏祭り 試食会食レポ。②”好きなもの”プレゼンバトル！                                                         | 好きなものプレゼンテーマ 井口綾子：ひじ、高見奈央：FF10、高田秋：きのこ |
| 3  | 2019年9月5日  | ①放送作家カツオ登場 ②ウソしか言わないトーク番組 ③リアルダンボール脱出ゲーム(MVP 井口) ④公開反省会                     | 途中退出(井口)                                                          |
| 4  | 2019年10月3日 | ①フリースタイルコメントバトル(MVP 1回戦 井口、2回戦 井口) ②ワイプ顔チャレンジ(MVP 1回戦 高田、2回戦 高見) ③公開反省会 | 途中退出(井口)                                                          |
| 5  | 2019年11月7日 | ①抜き打ち「バラエテイ番組アンケートチェック｣(MVP 高田) ②高田秋卒業試験                                                |                                                                         |
| 6  | 2019年12月5日 | ①新メンバー柴田あやな登場 ②リアル間違い探し(MVP 井口) ③公開反省会                                                     |                                                                         |
| 7  | 2020年1月9日  | ①バラエティ大学入学試験(MVP 井口)                                                                                     | 欠席(柴田)、途中退出(井口)                                              |
| 8  | 2020年2月6日  | ①バラエティ番組企画会議(企画採用 井口・高見)                                                                          |                                                                         |
| 9  | 2020年3月5日  | ①といえばトークバトル(MVP 柴田)                                                                                       | 新型コロナ感染症の為、無観覧客放送。                                    |
| 10 | 2020年4月2日  | ①画面4分割大喜利(MVP 柴田)                                                                                            | 途中退出(井口)、新型コロナ感染症の為、無観覧客放送。                    |

#### ドラ2 (ドラマ2組)
| # | 日付          | 内容                                       | 備考                                        |
| - | ------------- | ------------------------------------------ | ------------------------------------------- |
| 1 | 2019年7月11日 | ①ドラ2トーク。②業界人からのアンケート      | ドラ2のメンバーで舞台を作っていくことが発表 |
| 2 | 2019年8月1日  | 『百演』プロジェクト始動。ドラ2 丸裸面接。 | ゲスト 倉本美津留                           |

#### うた3 (歌3組)
| #  | 日付           | 内容 | 備考 |
| -- | -------------- | --- | --- |
| 1  | 2019年7月18日  | ①佐野舞香アコースティックライブ。②作詞作曲ってどうやるの？？ ③アフタートーク 会場からのQ&A。                                                                    | 後日、(1)「ダイジェスト」、(2)｢作詞作曲の１曲目」がYoutube・モクベンチャンネルで公開。 |
| 2  | 2019年8月15日  | ①制作曲ワンコーラス初披露。 ②アフタートーク 会場からのQ&A。 | ゲスト講師 NOBE。曲タイトル 佐野舞香「未定（「あの場所へ」か「夢への一歩」）」。村田寛奈「僕たちの物語」。大矢梨華子「恋を知らない僕へ（仮）」。 |
| 3  | 2019年9月19日  | ①新曲のココを聴け！ オリジナルソング2曲目の聴きどころは…？ ②村カワ先生のギター講座 アルペジオ、ミュート、カッティング ③アフタートーク Pretenderのグッバイ競争。 | うた3のウラベンが後日Youtube・モクベンチャンネルで4つ公開。 (1)「作詞作曲の2曲目について」、(2)「大矢梨華子が作曲中①」、 (3)「村田寛奈が作曲中①」、 (4)「佐野舞香が作曲中①」。 |
| 4  | 2019年10月17日 | ①3人でハモってみよう♪ 」②アフタートーク 3人でハモってみよう♪の続き。                                                                                            | ハモリの練習曲は「マリーゴールド(あいみょん)」、「僕だけの物語(村田)」、「あの場所へ(佐野)」、「僕はまだ恋を知らない(大矢)」。 |
| 5  | 2019年11月21日 | ①エレキギターを勉強しよう！ ②アンプで音を鳴らしてみよう ③エレキギターの種類 ④エフェクターの体験 ⑤アフタートーク 会場からのQ&A。                                 | ゲスト講師 Joe(cOups.)。欠席(村田) |
| 6  | 2019年12月19日 | ①作詞の勉強をしよう！ ②即興で作詞してみよう！ 今日あったことを作詞におこす ③うた3生ライブ ④アフタートーク 会場からのQ&A、3人で1曲即興で作曲作詞。               | ゲスト講師 NOBE。生ライブでは、佐野舞香が「あの場所へ」、大矢梨華子が「僕はまだ恋を知らない」、村田寛奈が「僕たちの物語」を番組内では初フルコーラス披露。 |
| 7  | 2020年1月23日  | ①編曲(アレンジ)を学ぼう！ ②実際にアレンジしてみよう！ ③アフタートーク 佐野舞香18歳のお誕生日サプライズ祝福。会場からのQ&A。                                     | 編曲の練習曲はチューリップ、ソフトウェアはGarageBandを使用。 |
| 8  | 2020年2月20日  | ①3人で曲を作ろう！ 作曲編 ②アフタートーク 作詞編。 | 2020年4月公開予定のモクベン ドラ2メンバー主演映画の「主題歌」をモクベン うた3メンバーで制作することを発表。 |
| 9  | 2020年3月19日  | モクベン うた3 スペシャルライブ(①村田 ②大矢 ③大矢・村田のハモリセッション)                                                                                      | 村田寛奈 M1 朝日が昇るように M2 真っ白なだけ M3 もっと強く M4 僕たちの物語 大矢梨華子 M1 僕はまだ恋を知らない M2 コールドムーン M3 僕等は生きていく M4 「恋ってなんなんでしょね？」 大矢・村田 M1 青いベンチ/サスケ(カヴァー) コロナウイルス感染拡大防止の為、無観客配信。欠席(佐野・村カワ) 後日、大矢・村田による「青いベンチ」カヴァーの別撮りバージョンがYoutube・モクベンチャンネルで公開。 |
| 10 | 2020年4月17日  | ①ZOOMを使ってセッションに挑戦(テーマ：星野源「うちで踊ろう」) ②碓井玲菜バースデー当日サプライズ生電話 ③アフタートーク 視聴者からのQ&A。                         | 2019新型コロナウイルスによる緊急事態宣言の為、出演者各自宅からのZOOM配信。 |
| 11 | 2020年5月21日  | ①オープニングトーク ②歌詞でイントロクイズ ③アフタートーク 大矢・村田・佐野3人でのフリートーク。                                                                 | 2019新型コロナウイルスによる緊急事態宣言の為、出演者各自宅からのZOOM配信。 |

#### プレサ (プレミアムThu.)
| #  | 日付           | 内容 | 備考 |
| -- | -------------- | --- | --- |
| 1  | 2019年7月25日  | ①モクベン振り返り。②碓井玲菜ソムリエ試験再挑戦。 | WIRED CHAYA浅草店から放送。追試の結果、全日本ソムリエ連盟のソムリエに合格。 |
| 2  | 2019年8月22日  | ①元祖モクベンチーム」と「うた3チーム」に分かれて、「モクベンx超☆プレミアムサーズデー 3000円ピッタリ食べまSHOW!!!」対決。 | ゲスト うた3(村田寛奈、佐野舞香)。 超☆汐留パラダイス！-2019 SUMMER-（日本テレビ）から放送。 |
| 3  | 2019年8月29日  | ①VTRを見ながらモクベンの振り返り。②うた3ライブ＠超☆汐留パラダイス!の振り返り。③大矢梨華子｢僕はまだ恋を知らない(Band ver.)｣公開。④モクベン縁日！人間輪投げバトル ⑤アフタートーク 観覧客からのQ&A。                                                                        | WIRED CHAYA浅草店から浴衣姿での放送。 |
| 4  | 2019年9月26日  | ①復活！浅草女子飲み46 ②客のドリンク消費量に応じて出演者に課題＆ご褒美 ③Photo talk ④ALCOHOL QUIZ ⑤キャンパス通信 ⑥明日のお天気 ⑦アフタートーク 観覧客からのQ&A。目から鱗 浅草店からのプレゼント。                                                                         | ゲスト 田村りな (キャンパスルーム)。WIRED CHAYA浅草店からの放送。 |
| 5  | 2019年10月24日 | ①今年のハロウィン仮装はこれダーッ！ ②アフタートーク 観覧客からのQ&A。 | WIRED CHAYA浅草店からの放送。 |
| 6  | 2019年10月31日 | ①ハロウィン仮装 ②高田秋卒業試験パート1 ③アフタートーク 高田秋さんの思い出トーク。 | WIRED CHAYA浅草店からの放送。高田秋さんはチコちゃん、大矢梨華子さんはジョーカー、碓井玲菜さんはリーチ・マイケルの仮装で出演。高田秋さんは本回が最後の出演。 |
| 7  | 2019年11月28日 | ①復活！浅草女子飲み46 ②アフタートーク 菊地亜美さんトーク。 | サプライズゲスト 菊地亜美(和ダイニング編み菊・森山)。浅草キュウスタからの放送。 |
|    | 2019年12月26日 | モクベンオールスター忘年会の生配信。バラ1xドラ2xうた3 対抗戦 ①写真で一言 ②BEST ACT ③一言カラオケ選手権 ④うた3 Special Live | 出演 大矢梨華子・碓井玲菜・井口綾子・高見奈央・柴田あやな・寺本莉緒・秋谷百音・村田寛奈・佐野舞香。 富士フイルム西麻布ホールからの放送。対抗戦の優勝はうた３。うた3 Special Liveでは、佐野舞香「私なりな時間」、村田寛奈「もっと強く」、大矢梨華子「コールドムーン」、3人合作の歌「タイトル未定」をそれぞれ初披露。 |
| 8  | 2020年1月30日  | ①リカコ・レイナの人生相談所 ②アフタートーク リカコ・レイナの人生相談所の続き。 | 浅草キュウスタからの放送。 |
| 9  | 2020年2月27日  | ①クイズ「モクベンでドーン!」 ②アフタートーク 観覧客からのQ&A。 | 浅草キュウスタからの放送。 |
| 10 | 2020年3月26日  | ①寺本莉緒1st写真集「CURIOSITY」紹介 ②映画製作中のドラ2の3人とテレビ電話 ③高田秋1st写真集「SHU」紹介 ④高田秋の電話ドッキリ ⑤高田秋サプライズゲスト登場 ⑥おつまみ（たこ焼居酒屋 taco.44 たこ焼き） アフタートーク ①ゲストの高田秋とフリートーク ②Twitter募集の質問コーナー | サプライズゲスト 高田秋。 TV電話出演 秋谷百音・寺本莉緒・植田雅。 浅草キュウスタからの放送。コロナウイルス感染拡大防止の為、無観客配信。 |
| 11 | 2020年4月23日  | ①オープニングトーク ②視聴者から答えを引き出せ！ カタカナ禁止！ りかこ・れいなの説明中! ③Twitter募集の質問コーナー アフタートーク ①Twitter募集の質問コーナー | 2019新型コロナウイルスによる緊急事態宣言の為、出演者各自宅から音声のみによるラジオ配信。 |
| 12 | 2020年4月30日  | ①オープニングトーク ②視聴者から答えを引き出せ！ 英語オンリー Rikako・Reina’s explaining now! ③Twitter募集の質問コーナー アフタートーク ①フリートーク ②Twitter募集の質問コーナー                                                                                          | 2019新型コロナウイルスによる緊急事態宣言の為、出演者各自宅から音声のみによるラジオ配信。 |
| 13 | 2020年5月28日  | ①オープニングトーク ②オンラインアー写撮影会 ③Twitter募集の質問コーナー ④エンディングトーク アフタートーク ①Twitter募集の質問コーナー ②最後の挨拶 | 2019新型コロナウイルスによる緊急事態宣言の為、出演者各自宅からZOOMによるリモート配信。 |

## 百演について
ドラ2の碓井玲菜・寺本莉緒・秋谷百音が女優になるための演劇100本ノック企画。脚本は一般公募した約350本の中から倉本美津留が選考、演出。スタイリングは碓井玲菜が担当。
公演の模様はモクベン公式YouTubeチャンネルで公開され、各動画の高評価数による人気投票も実施。グランプリには応募No.03「ネタ見せ（原題：オーディション）」が輝き、脚本の木村樹には賞金10万円が贈られた。
- 第1回公演（2019年10月29日、浅草九劇）

| 応募No. | タイトル                                  | 脚本             |
| ------- | ----------------------------------------- | ---------------- |
| 01      | タピオカ                                  | 永里健太朗       |
| 02      | 好きなタイプ                              | 伊吹一           |
| 03      | ネタ見せ（原題：オーディション）          | 木村樹           |
| 04      | 新大陸                                    | 匁山剛志         |
| 05      | 伊藤家の食卓                              | タカハシモトヨシ |
| 06      | 手術の約束                                | しとうポジティブ |
| 07      | エレベーターホール                        | 伊吹一           |
| 08      | ドッキリ？（原題：宝くじ）                | イトウマ         |
| 09      | 小劇場 受付にて（原題：女王様の観劇日記） | 凪沢渋次         |
| 10      | 怖い話（原題：怪談話）                    | 凪沢渋次         |

- 第2回公演（2019年11月22日、浅草九劇）

| 応募No. | タイトル                                   | 脚本             |
| ------- | ------------------------------------------ | ---------------- |
| 11      | 年下の男                                   | 井出眞諭         |
| 12      | ワケあり物件                               | しとうポジティブ |
| 13      | スカウト                                   | 井出眞諭         |
| 14      | 吸血鬼                                     | 大塚祥平         |
| 15      | 魚で逆撫で                                 | 匁山剛志         |
| 16      | 言うべきか言わざるべきか…                  | 新堂サカナク     |
| 17      | 魔法のタンブラー                           | 横張晋司         |
| 18      | タイムトラベル（原題：美容タイムトラベル） | 横張晋司         |
| 19      | ピーターパン？（原題：ピーターごはん）     | 伊藤智博         |
| 20      | 決闘                                       | 足立信彦         |

- 第3回公演（2019年12月11日、千本桜ホール）※この回のみ事前発表がなかったため原題の有無は不明

| 応募No. | タイトル                     | 脚本       |
| ------- | ---------------------------- | ---------- |
| 21      | ドメスティック・バイオレンス | 凪沢渋次   |
| 22      | 原作                         | 深見シンジ |
| 23      | 新人幽霊研修所               | 村木智洋   |
| 24      | グーとチョキとパーの間で     | 村木智洋   |
| 25      | 医師採用面接                 | 匁山剛志   |
| 26      | 縦笛ペロペーロ               | 花緒       |
| 27      | 牛丼屋                       | 原おうみ   |
| 28      | 勧誘                         | 木村樹     |
| 29      | 悪のアジト                   | 菊池英夫   |
| 30      | 監督！                       | 足立信彦   |

## 映画『別に、友達とかじゃない』について
ドラ2の寺本莉緒・秋谷百音・植田雅が主演する映画『別に、友達とかじゃない』の制作が2020年1月16日、番組内で発表された。主題歌の制作はうた3が担当する。2020年4月公開予定であったが、新型コロナウィルスの影響により延期され2020年11月16日から1週間限定で公開されることになった。監督：八重樫風雅　脚本：北川亜矢子。また、それに先立ち、プレ上映＆トークショーと写真展が開催されることになった。

## イベント
- チカマツから「はじめまして大矢梨華子です！」Vol.4 ooya friends(2019年10月30日、下北沢近松) ゲスト出演。
- ようこそ!!ワンガン夏祭り THE ODAIBA 2019 うた3 アコースティックライブ (2019年8月22日、フジテレビ本社屋 THE ODAIBA マイナビステージ)   実質的な初お披露目イベント[13]。
- 超☆汐留パラダイス！ -2019 SUMMER- うた3 アコースティックライブ (2019年8月22日、汐留・日本テレビ パラダイスラグビーステージ)
- モクベンオールスター忘年会2019～バラ×ドラ×うた 大集合SP（2019年12月26日、富士フイルム西麻布ホール）モクベンのオールキャストによる忘年会。
- あおやぎpre.「きょうだけブッカーvol.2」 (2019年9月21日、渋谷CLUB CRAWL) 対バン出演。
- ダブルクラッチ 1部(2020年1月11日、ヤマハ銀座スタジオ) 対バン出演。
- モクベンうた3 1周年記念 初ワンマンライブ（2020年6月20日、浅草九劇）  新型コロナ感染症拡大防止の為、無観客で開催された。